# ماستا ایس
دوال کلیر (انگلیسی: Duval Clear؛ زادهٔ ۴ دسامبر ۱۹۶۶) که بیشتر با نام هنری خود، ماستا ایس شناخته می‌شود، (انگلیسی: Masta Ace) موسیقی‌دان، خواننده رپ، و خواننده اهل ایالات متحده آمریکا است. وی از سال ۱۹۸۸ میلادی تاکنون مشغول فعالیت بوده‌است.